# سیارک ۷۲۶۳
سیارک ۷۲۶۳ (به انگلیسی: 7263 Takayamada، نامگذاری:1995DP) هفت هزار و دویست و شصت و سومین سیارک کشف شده‌است که در ۲۱ فوریه ۱۹۹۵ کشف شد.